# Protolampra intensa
Protolampra intensa là một loài bướm đêm trong họ Noctuidae.